# Прашарат
«Прашарат» (тайск. พรรคประชาชาติ; Prachachart, «Национальная партия») — тайская политическая партия, основанная в 2018 году бывшими членами «Пхыа Тхаи» Ван Мухамад Нур Матхой и Сураполом Накаваничем.
Партия, как правило, более популярна среди тайских малайцев, проживающих в основном в провинциях, расположенных недалеко от границы с Малайзией (Яла и части Паттани и Наратхиват).

## Электоральные результаты

### Парламентские выборы
| Выборы | Получено всего мест | По партийным спискам | По партийным спискам | По партийным спискам | По округам | По округам | По округам | Изменения                                     | Лидер кампании         |
| Выборы | Получено всего мест | Голосов              | Доля                 | Мест                 | Голосов    | Доля       | Мест       | Изменения                                     | Лидер кампании         |
| ------ | ------------------- | -------------------- | -------------------- | -------------------- | ---------- | ---------- | ---------- | --------------------------------------------- | ---------------------- |
| 2019   | 7 из 500            | 485 436              | 1,34%                | 1                    |            |            | 6          | ▲7 мест; Оппозиция                            | Ван Мухаммад Нур Матха |
| 2023   | 9 из 500            | 602 645              | 1,59%                | 2                    | 334 051    | 0,88%      | 7          | ▲2 места; Младший партнёр в правящей коалиции | Ван Мухаммад Нур Матха |